# Корсун (река)
Корсун — река в Краснодарском крае России. Приток Еи, второй по значимости реки Кубано-Приазовской низменности.
Берёт начало на возвышенности у поселения Заречный. Длина 11 км. Устье находится в станице Новопокровской. На реке сооружено множество прудов.